# Jana Lauerová
Jana Lauerová ist eine tschechische Ökonomin und ehemalige Schauspielerin.

## Karriere

### Als Ökonomin
Lauerová studierte an der Wirtschaftsuniversität Prag Ökonometrie und Operations Research, wo sie 1993 ihren Abschluss machte. Bis 1997 arbeitete sie als Doktorandin an der University of Pittsburgh. 1999 begann sie in ihrer tschechischen Heimat zu arbeiten und war seither bei verschiedenen Unternehmen tätig.

### Als Schauspielerin
Von 2005 bis 2006 spielte Lauerová in insgesamt vier Sexploitationfilmen des Filmproduzenten Lloyd A. Simandl mit, namentlich Run with fear, Bound Tears, School of Seduction – Schule der Lust und Demon’s Claw.

## Filmografie
- 2005: Das Kloster der Begierde (Run with fear)
- 2006: Verraten und verkauft – Die Sklavenschule der Baronin (Bound Tears)
- 2006: School of Seduction – Schule der Lust
- 2006: Demon’s Claw